# Annelie Ehrhardt
Anneliese (Annelie) Jahns-Ehrhardt (Hötensleben, 18 juni 1950 – oktober 2024) was een atlete uit Duitsland, die zich had toegelegd op het hordelopen. Tijdens haar actieve loopbaan kwam zij uit voor Oost-Duitsland. Zij nam tweemaal deel aan de Olympische Spelen en veroverde bij die gelegenheden eenmaal de gouden medaille. Daarnaast werd zij ook eenmaal Europees kampioene. Zij verbeterde als hordeloopster verschillende wereldrecords en was in 1972 de eerste die op de 100 m horden een elektronisch opgemeten wereldrecordtijd vestigde.

## Loopbaan

### Eerste successen bij de junioren
Ehrhardt kwam in 1961 voor het eerst in aanraking met de atletieksport, nadat zij was toegelaten tot het sportinternaat in Halberstadt. Ze was toen elf jaar. In 1966 boekte zij haar eerste succes op de Kinder- en Jeugdspartakiade, een internationaal sportevenement in het Oostblok. Ze won er de 80 m horden. Dat jaar verhuisde zij naar de sportschool van SC Magdeburg. Daar trainde ze onder Klaus Wübbenhorst. Vervolgens werd zij in 1967 opnieuw kampioene op de Kinder- en Jeugdspartakiade, in 1968 gevolgd door winst op de 80 m horden op de Europese Jeugdspelen, voorloper van de latere Europese kampioenschappen U20. Twee jaar later evenaarde zij op de Oost-Duitse kampioenschappen in 25,8 s het wereldrecord op de inmiddels niet meer bestaande 200 m horden.

### Tweemaal zilver op EK’s
In 1971 veroverde Ehrhardt haar eerste medaille bij een internationaal kampioenschap door op de Europese indoorkampioenschappen in Sofia achter Karin Balzer, de tot dan toe grootste Duitse hordeloopster, op de 60 m horden tweede te worden in dezelfde tijd als haar winnende landgenote: 8,1 s. Later dat jaar, op de Europese kampioenschappen in Helsinki, ging het gevecht om de winst, ditmaal op de 100 m horden, opnieuw tussen de twee Oost-Duitse hordeloopsters en wederom ging het goud naar Balzer  en het zilver naar Ehrhardt, die nu op de finish tweehonderdste seconde moest toegeven (tijden 12,94 om 12,96).

### Olympisch goud
In 1972 nam Ehrhardt het roer van haar illustere landgenote over. Al vroeg in het jaar, half februari, verbeterde zij in Oost-Berlijn het wereldrecord op de 50 m horden naar 6,6, waarmee zij zich voor de EK indoor in Grenoble in de favorietenrol plaatste. Die maakte de Oost-Duitse waar, daarbij geholpen door de afwezigheid van Balzer. Desondanks moest Ehrhardt er in de finale flink aan trekken om zich de concurrentie van het lijf te houden. Dat lukte; ze werd eerste in 6,85, met negenhonderdste seconde voorsprong op de Poolse Teresa Sukniewicz. Vervolgens verbeterde zij half juni op de 100 m horden in Potsdam het handgeklokte wereldrecord van 12,6 van Balzer uit 1971 naar 12,5, om die tijd twee maanden later in Oost-Berlijn nog eens tot tweemaal toe te evenaren. Op de Olympische Spelen van München werd zij daarna de eerste olympisch kampioene op de 100 m horden (tot 1968 stond de 80 m horden op het olympisch programma) in 12,59, het eerste officiële elektronische wereldrecord op dit onderdeel. Ze won met ruime voorsprong op de concurrentie, van wie de Roemeense Valerie Bufanu als tweede in 12,84 finishte, gevolgd door Balzer in 12,90.
In 1973 werden de EK indoor georganiseerd door Nederland; ze vonden plaats in de Rotterdamse Ahoyhal. Voor de 60 m horden hadden zich vier van de acht olympische finalistes op de 100 m horden in München gemeld, onder wie de winnaressen van het goud en zilver, Ehrhardt en Bufanu. Ook in Rotterdam bleek het opnieuw tussen deze twee te gaan waar het de verdeling van het goud en zilver betrof. De Oost-Duitse was echter zowel in de series, halve finales als finale veruit de snelste van de twee en bleef met haar winnende tijd van 8,02 slechts tweehonderdste seconde boven het wereldrecord van de West-Duitse Heide Rosendahl en Karin Balzer. Bufanu finishte in Rotterdam als tweede in 8,16. Later dat jaar, bij de Oost-Duitse kampioenschappen in Dresden, liep Ehrhardt wél een wereldrecord. Ze won daar de 100 m horden in 12,3. Het was het laatste handgeklokte wereldrecord dat officieel werd erkend, want voortaan werden alleen elektronisch opgenomen tijden als zodanig geregistreerd. Oppermachtig was de Oost-Duitse dat jaar ook bij de wedstrijden om de Europacup, want zowel tijdens de halve finale in Boekarest in augustus als de finale in Edinburgh in september won zij de 100 m horden soeverein in respectievelijk 12,7 en 12,96.

### Wereldrecord en blessure
Ook in 1974 maakte Ehrhardt haar opwachting op de EK indoor, die ditmaal in Göteborg plaatsvonden. Aanvankelijk leek ze regelrecht af te stevenen op een nieuwe titel op de 60 m horden, want zij won zowel haar serie als halve finale met overmacht. Bij die laatste gelegenheid evenaarde zij met haar winnende tijd van 7,90 s het bestaande wereldrecord. Het werd echter een overwinning met een nare bijsmaak, want bij het uitlopen sprong zij tegen het schuimrubber van de balustrade op, waarna zij bij het neerkomen ongelukkig terechtkwam en haar voet verstuikte. Hierdoor was zij uitgeschakeld voor de finale.
In het buitenseizoen was er echter niets meer te merken van de in Göteborg opgelopen blessure, want in eigen huis veroverde Ehrhardt eerst haar vierde nationale titel op de 100 m horden, om vervolgens op de EK in Rome met overmacht naar de overwinning te stormen in 12,66. Hiermee voegde zij de enige nog ontbrekende gouden medaille toe aan haar imposante palmares.

### Winst en verlies in 1975
In 1975 startte Ehrhardt op de EK in Katowice weer als voornaamste kanshebster voor de titel op de 60 m horden. In de finale werd zij echter verrast door de lokale favoriete Grazyna Rabsztyn, die een jaar eerder na de blessure van haar Oost-Duitse concurrente gedeeld eerste was geworden. Na een flitsende start nam de Poolse een voorsprong en stond die niet meer af, hoezeer Ehrhardt ook haar best deed. De eindtijden: 8,06 om 8,12.
Nadat Ehrhardt in de eerste helft van het buitenseizoen bij internationale wedstrijden enkele opvallende nederlagen had geleden, was zij half juli bij de halve finalewedstrijd om de Europacup in Sofia weer in topvorm. In 12,80 won zij daar de 100 m horden met een voorsprong van bijna vier tiende seconde op de concurrentie. Een maand later zegevierde zij ook bij de Europacupfinale in Nice, maar ditmaal moest zij haar uiterste best doen om zich Rabsztyn van het lijf te houden. Ze won nipt in 12,83, terwijl voor de Poolse 12,85 werd geklokt. Had ze zich te veel ingespannen? Feit is dat zij zich drie dagen later bij de internationale meeting in Zürich reeds bij het inlopen blesseerde. Hierdoor moest zij niet alleen deze wedstrijd aan zich voorbij moest laten gaan, maar kon ze de week erna ook niet deelnemen aan de nationale kampioenschappen. Waarmee voor Ehrhardt een voortijdig eind kwam aan het seizoen 1975.

### Pech op OS in 1976
In 1976, op de Olympische Zomerspelen van Montreal, kwam Ehrhardt niet verder dan de halve finales op dit onderdeel, omdat de race opnieuw gelopen moest worden doordat twee andere atletes elkaar hadden gehinderd. In de oorspronkelijke uitslag zou ze zijn doorgegaan naar de finale. Overigens verkeerde de Oost-Duitse, die in de aanloop van de Spelen door blessures was geplaagd, niet in topvorm. Ook als zij wel de finale had gehaald had er, afgaande op haar prestaties in haar serie en halve finale, hooguit en bronzen plak ingezeten.

### Privé
Annelie Jahns trouwde in 1970 met kanovaarder Manfred Ehrhardt, en nam zijn naam aan. Onder de naam Annelie Ehrhardt werd zij bekend als atleet.
Ehrhardt overleed in oktober 2024 op 74-jarige leeftijd.

## Titels
- Olympisch kampioene 100 m horden - 1972
- Europees kampioene 100 m horden - 1974
- Europees indoorkampioene 50 m horden - 1972
- Europees indoorkampioene 60 m horden - 1973
- Oost-Duits kampioene 100 m horden - 1970, 1972, 1973, 1974
- Oost-Duits kampioene 200 m horden - 1970
- Oost-Duits indoorkampioene 100 yd - 1973
- Oost-Duits indoorkampioene 50 m horden - 1971, 1972, 1974
- Oost-Duits indoorkampioene 60 m horden - 1973, 1975

## Persoonlijke records
Outdoor
| Onderdeel    | Prestatie       | Datum            | Plaats  |
| ------------ | --------------- | ---------------- | ------- |
| 100 m horden | 12,59 s (ex-WR) | 8 september 1972 | München |

Indoor
| Onderdeel   | Prestatie      | Datum           | Plaats   |
| ----------- | -------------- | --------------- | -------- |
| 50 m horden | 6,74 s (ex-WR) | 4 februari 1973 | Berlijn  |
| 60 m horden | 7,90 s (ex-WR) | 9 maart 1974    | Göteborg |

## Palmares

### 100 yd
- 1973:  Oost-Duitse indoorkamp. - 10,69 s

### 50 m horden
- 1971:  Oost-Duitse indoorkamp. - 6,8 s
- 1972:  Oost-Duitse indoorkamp. - 6,6 s
- 1972:  EK indoor - 6,85 s
- 1974:  Oost-Duitse indoorkamp. - 6,76 s

### 60 m horden
- 1971:  EK indoor - 8,1 s
- 1973:  Oost-Duitse indoorkamp. - 8,19 s
- 1973:  EK indoor - 8,02 s
- 1974: DNS fin. EK indoor (1e in ½ fin. in 7,90 s = WR)
- 1975:  Oost-Duitse indoorkamp. - 8,16 s
- 1975:  EK indoor - 8,12 s

### 100 m horden
- 1970:  Oost-Duitse kamp. - 13,1 s
- 1971:  EK - 12,96 s
- 1972:  Oost-Duitse kamp. - 12,7 s
- 1972:  OS - 12,59 s (WR)
- 1973:  Halve finale Europacup te Boekarest - 12,7 s
- 1973:  Oost-Duitse kamp. - 12,3 s (WR)
- 1973:  Finale Europacup te Edinburgh - 12,96 s
- 1974:  Oost-Duitse kamp. - 13,10 s
- 1974:  EK - 12,66 s
- 1975:  Halve finale Europacup te Sofia - 12,80 s
- 1975:  Finale Europacup te Nice - 12,83 s
- 1976: 5e in ½ fin. OS - 13,71 s (in serie 13,49 s)

### 200 m horden
- 1970:  Oost-Duitse kamp. - 25,8 s (WR)

- World Athletics: 14345639

1972: Annelie Ehrhardt ·
1976: Johanna Schaller ·
1980: Vera Komisova ·
1984: Benita Fitzgerald-Brown ·
1988: Jordanka Donkova ·
1992: Voula Patoulidou ·
1996: Ludmila Engquist ·
2000: Olga Sjisjigina ·
2004: Joanna Hayes ·
2008: Dawn Harper ·
2012: Sally Pearson ·
2016: Brianna Rollins ·
2020: Jasmine Camacho-Quinn ·
2024: Masai Russell